# Somatopausa
Somatopausa é o declínio progressivo nos níveis de hormônio do crescimento (GH) e fator de crescimento semelhante à insulina tipo 1 (IGF-1), hormônios do eixo hipotálamo-hipófise-somatotrópico (eixo HPS), com a idade. A secreção de GH pode ser apenas 60% daquela de um adulto jovem aos 70 anos. A somatopausa resulta em mudanças no corpo, como mudanças na composição corporal, como diminuição da massa magra. Estrogênios e progesterona podem se opor à somatopausa aumentando os níveis de GH e IGF-1.